# Drakensbergianella rudebecki
Drakensbergianella rudebecki es una especie de insecto coleóptero de la familia Chrysomelidae.
Fue descrita científicamente en 2003 por Biondi & d'Alessandro.